# Ci-devant

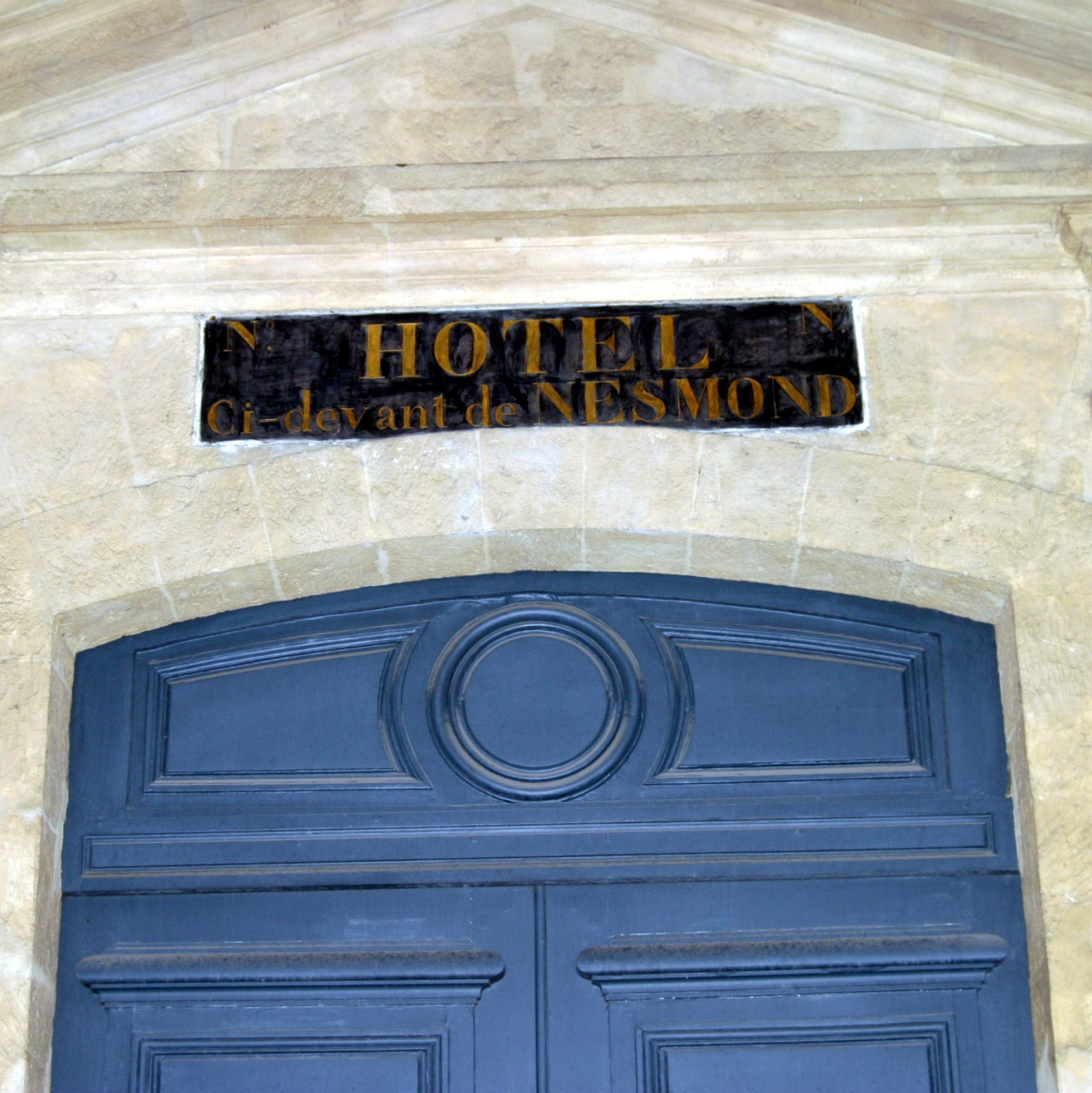
Hotel ci-devant de Nesmond, en París, ci-devant indicando que es su antiguo nombre.

Ci-devant es una antigua expresión del idioma francés, conocida porque se empleó durante la Revolución Francesa para designar a los antiguos nobles que habían perdido su condición aristocrática y su título. Se decía un/una ci-devant, para decir un/una noble, o se anteponía al nombre, el/la ci-devant + nombre y apellido. Ci-devant equivale en español a ex, anterior o antiguo.

## Francés antiguo
Desde la Edad Media la palabra significaba "antes", "anteriormente", según pruebas documentales remontando al siglo XII. En los siglos siguientes pasó a designar a personas que habían perdido su condición, su situación o su cargo, pero se empleaba también para referirse a lugares o edificios que habían cambiado de nombre o de uso. 

## Revolución francesa
Las leyes aprobadas por la Revolución francesa suprimieron todo signo exterior que supusiera distinciones de nacimiento, en virtud del artículo I de la Declaración de los Derechos del Hombre y del Ciudadano aprobada el 26 de agosto de 1789. Poco antes, en la noche del 4 de agosto de 1789, los privilegios de la nobleza y del clero habían sido abolidos para que no gozaran de prebendas que eran negadas al conjunto de la ciudadanía. Más adelante fueron suprimidos los títulos de cortesía como Monseñor, Eminencia, Su Grandeza, Su Alteza, Excelencia, etc. y se prohibieron las condecoraciones, los blasones y escudos familiares, las órdenes de caballería, las corporaciones y los títulos nobiliarios (conde, duque, marqués, príncipe...). Cuando un edificio, una institución o una calle había sido renombrada por las autoridades revolucionarias, ci-devant se usaba delante de la antigua denominación para indicar que ya no era la actual. La expresión pasó entonces a referirse a cualquier condición propia del Antiguo Régimen, que había sido por lo tanto derogada.
La expresión viajó a Inglaterra con los nobles allí emigrados que huían de la Revolución e intentaban levantar ejércitos contrarrevolucionarios. Ci-devant fue integrado en el lenguaje para referirse a los nobles franceses. Se siguió utilizando de forma limitada a lo largo del siglo XIX para designar, al igual que en francés, al cualquiera que hubiese perdido su rango.

## Siglo XIX en adelante
Ci-devant se mantuvo en su sentido general hasta muy entrado el siglo XX, pero conservó la connotación peyorativa adquirida durante la Revolución. En el siglo XX y XXI, es una fórmula estilística poco común que puede implicar cierta ironía o sorna, o tener cierto encanto al igual que muchos términos obsoletos.